# Ovelha galega

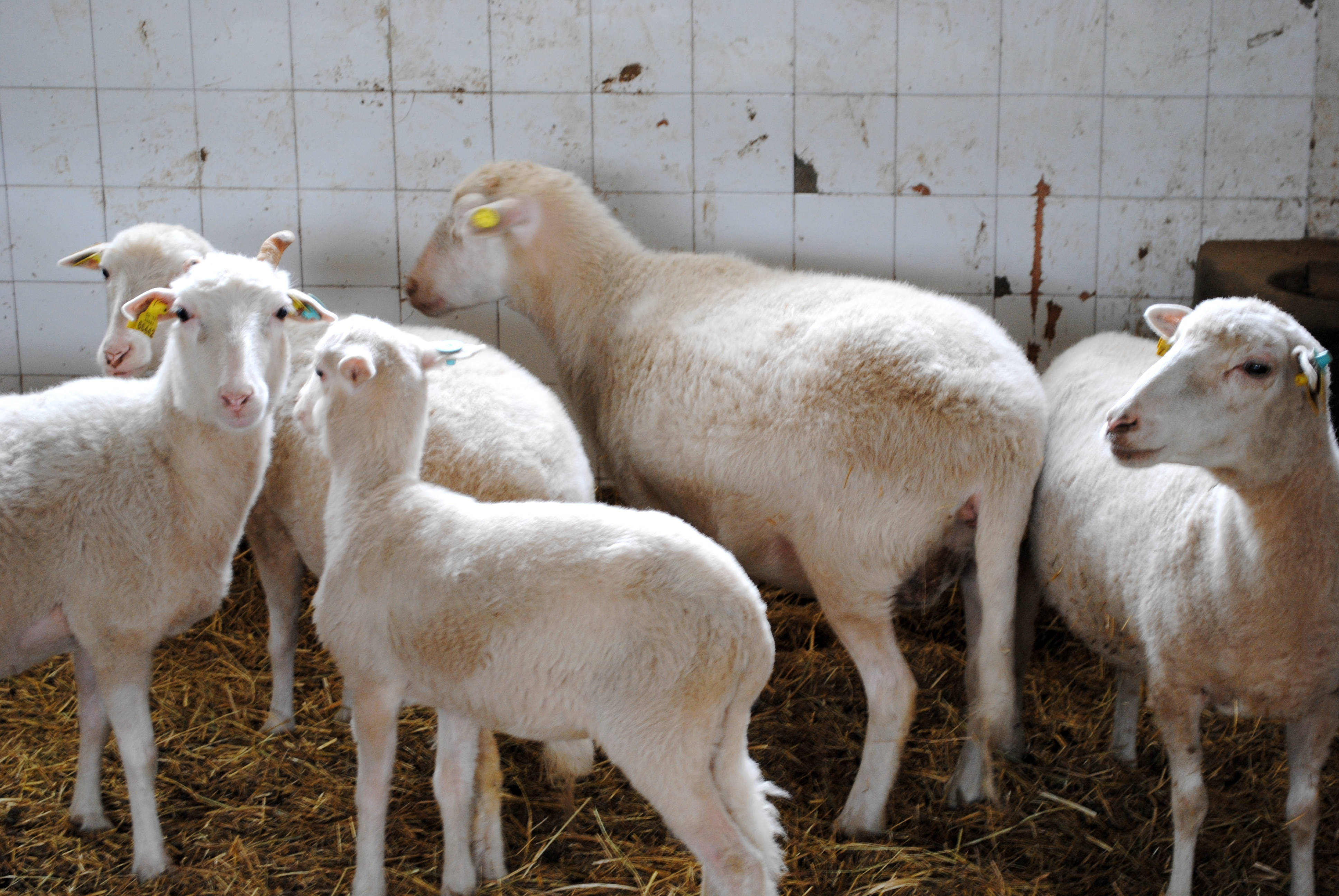
Ovelhas galegas en Coles, Galiza.

A Ovelha galega (Ovis aries celtibericus) é uma raça de ovelhas da Galiza. Classifica-se dentro do ramo de produtoras da entrefina. O número de exemplares desta raça na Galiza medrou consideravelmente nos últimos anos.  No ano 2012 o número total de exemplares foi de 4.548 (3.862 fêmeas e 686 machos) distribuídos en 110 fazendas.

## Distribuição geográfica
A área de distribuição, que anteriormente abrangia praticamente toda a Galiza, atualmente está dispersa em núcleos, onde a maior concentração da raça está em Ourense, metade sul de Lugo e o oeste de Ponte Vedra.

### Evolução da população
| Ano  | Fêmeas | Machos | Total | Pecuária |
| ---- | ------ | ------ | ----- | -------- |
| 2009 | 2776   | 450    | 3226  | 80       |
| 2010 | 3359   | 589    | 3948  | 96       |
| 2011 | 3603   | 643    | 4246  | 102      |
| 2012 | 3862   | 686    | 4548  | 110      |
| 2013 | 4036   | 738    | 4774  | 108      |
| 2014 | 3816   | 519    | 4335  | 108      |